# Diogenes von Tarsos
Diogenes von Tarsos (altgriechisch Διογένης Diogénēs) war ein antiker griechischer Philosoph (Epikureer). Er lebte höchstwahrscheinlich in der 2. Hälfte des 2. Jahrhunderts v. Chr.
Diogenes stammte aus der kleinasiatischen Stadt Tarsos. Nach einer Nachricht des antiken Geographen Strabon befasste er sich neben der Philosophie mit poetischen Improvisationen.
Von seinen Schriften zählt Diogenes Laertios folgende Titel auf:
- Ἐπίλεκτοι σχολαί („Ausgewählte Studien/Vorlesungen“) in mindestens 20 Büchern
- Ἐπιτομὴ τῶν Ἐπικούρου ἠθικῶν δογμάτων („Abriss der ethischen Lehrsätze des Epikur“) in mindestens 12 Büchern
- Ποιητικὰ ζητήματα („Fragestellungen der Dichtung“)